# Cathleen Martini
Cathleen Martini (* 27. Mai 1982 in Zwickau) ist eine ehemalige deutsche Bobpilotin und gehörte zur deutschen Nationalmannschaft im Damenbob.

## Karriere
Von 1992 bis 2000 war Martini im Rennrodeln tätig, danach wechselte sie zum Bobsport. In der Saison 2000/01 holte sie den Junioren-Weltcup-Gesamtsieg. 2003, 2007, 2008 und 2009 errang sie bei den Deutschen Meisterschaften im Zweierbob den zweiten Platz. Bei den Bob-Weltmeisterschaften belegte sie dreimal den zweiten und einmal den dritten Platz. Dreimal gewann sie den ersten und dreimal den zweiten Platz bei den Bob-Europameisterschaften. 2006 wurde sie in Innsbruck-Igels Juniorenweltmeisterin. 2005, 2008, 2009 holte sie den zweiten, 2007 und 2010 den dritten Platz im Gesamtweltcup. Nach der Saison 2008/09 wechselte die langjährige Anschieberin Janine Tischer zum Team von Sandra Kiriasis. Dafür wechselte deren Anschieberin Romy Logsch in das Team von Cathleen Martini. 2012 kehrte Janine Tischer in das Team von Cathleen Martini zurück.
2010 verursachte Martini durch einen Fahrfehler im vierten Lauf des Olympischen Zweierbobwettkampfes in Vancouver einen Unfall, bei dem der Zweierbob umstürzte und ihre Anschieberin Romy Logsch aus dem Bob geschleudert wurde.
Bei der Bob-Weltmeisterschaft 2011 am Königssee gewann Martini mit ihrer Anschieberin Romy Logsch den Weltmeistertitel im Zweierbob. In der Saison 2011/2012 erreichte Cathleen Martini hier auch den Weltcup-Gesamtsieg. In der folgenden Saison erreichte sie mit dem 3. Platz noch einmal das Podium im Gesamt-Weltcup.
Bei den Weltmeisterschaften 2012 und 2013 erreichte sie mit Janine Tischer beziehungsweise Stephanie Schneider als Anschieberin jeweils den 4. Platz. Mit Tischer gewann sie 2013 zu dem EM-Bronze. Beim Bobwettbewerb der Olympischen Winterspiele 2014 in Krasnaja Poljana blieben die deutschen Frauen ohne Medaille. Cathleen Martini kam hier mit Christin Senkel als zweitbestes deutsches Team auf den 7. Platz.
Ihre letzte Saison schloss Martini bei der Weltmeisterschaft 2015 in Winterberg mit der Bronzemedaille im Zweierbob und der Goldmedaille im Team-Wettbewerb ab. Vier Wochen zuvor hatte sie in La Plagne bei der Bob-Europameisterschaft 2015 mit Stephanie Schneider als Anschieberin die Silbermedaille gewonnen. Im Sommer desselben Jahres zog sie sich vom aktiven Bobsport zurück und nahm eine Tätigkeit bei der Bundespolizei in Dresden auf. Neben ihrer Berufstätigkeit ist sie im Freizeitbereich des VC Dresden als Volleyballspielerin und Athletiktrainerin aktiv. Als Bobpilotin ist sie auf der Altenberger Bobbahn gelegentlich bei Gästefahrten im Einsatz.

## Erfolge

### Weltcupsiege
Zweierbob Damen
| Nr. | Datum         | Ort         | Bahn                                              |
| --- | ------------- | ----------- | ------------------------------------------------- |
| 1.  | 6. Feb. 2004  | Sigulda     | Rennrodel- und Bobbahn Sigulda                    |
| 2.  | 7. Feb. 2004  | Sigulda     | Rennrodel- und Bobbahn Sigulda                    |
| 3.  | 3. Dez. 2004  | Altenberg   | Rennschlitten- und Bobbahn Altenberg              |
| 4.  | 27. Jan. 2006 | Altenberg   | Rennschlitten- und Bobbahn Altenberg              |
| 5.  | 18. Dez. 2006 | Lake Placid | Olympia-Bobbahn Lake Placid                       |
| 6.  | 1. Feb. 2008  | Königssee   | Kombinierte Kunsteisbahn am Königssee             |
| 7.  | 13. Feb. 2009 | Park City   | Bobbahn Park City                                 |
| 8.  | 13. Nov. 2009 | Park City   | Bobbahn Park City                                 |
| 9.  | 21. Nov. 2009 | Lake Placid | Olympia-Bobbahn Lake Placid                       |
| 10. | 12. Dez. 2009 | Winterberg  | Bobbahn Winterberg                                |
| 11. | 9. Jan. 2010  | Königssee   | Kunsteisbahn Königssee                            |
| 12. | 15. Jan. 2010 | St. Moritz  | Olympia Bob Run St. Moritz–Celerina               |
| 13. | 3. Dez. 2010  | Calgary     | Bob- und Rennschlittenbahn im Canada Olympic Park |
| 14. | 17. Dez. 2011 | Winterberg  | Bobbahn Winterberg                                |
| 15. | 6. Jan. 2012  | Altenberg   | Rennschlitten- und Bobbahn Altenberg              |
| 16. | 13. Jan. 2012 | Königssee   | Kunsteisbahn Königssee                            |
| 17. | 6. Jan. 2013  | Altenberg   | Rennschlitten- und Bobbahn Altenberg              |
| 18. | 16. Jan. 2015 | Königssee   | Kunsteisbahn Königssee                            |